# Société française du tunnel routier du Fréjus
La Société française du tunnel routier du Fréjus (SFTRF) est une société anonyme d'économie mixte locale chargée de l'exploitation du tunnel routier du Fréjus, dont elle est co-concessionnaire avec la Società Italiana per il Traforo Autostradale del Frejus (SITAF), et d'une partie de l'autoroute A43, entre Aiton et Modane, appelée autoroute de la Maurienne.

## Historique
En 1962, Pierre Dumas, alors député de la Savoie, fonde avec des collectivités territoriales et des acteurs économiques  de la région Rhône-Alpes la Société française du tunnel routier du Fréjus pour soutenir le projet de construction d'un tunnel routier sous la pointe du Fréjus entre Modane en France et Bardonèche en Italie.
Le 23 février 1972, le ministre français des affaires étrangères et l’ambassadeur d’Italie en France signent une convention franco-italienne pour la construction du tunnel du Fréjus et son exploitation. La convention est approuvée par une loi le 5 juillet 1972. 
Le décret du 15 janvier 1974 nomme la SFTRF et la société italienne SITAF comme concessionnaires pour la construction et l'exploitation du tunnel, la SFTRF pour la partie française du tunnel et la SITAF pour la partie italienne. 
Les travaux de percement du tunnel débutent en octobre 1974 et se terminent en juillet 1979. Le tunnel est inauguré officiellement le
5 juillet 1980 et mis en service 12 juillet 1980,.
Le 26 août 1992, l'assemblée générale extraordinaire de la SFTRF approuve la participation de l’État français, à travers Autoroutes de France (ADF), au capital de la société. La SFTRF devient alors une société anonyme d'économie mixte (SAEM) dans laquelle l’État détient 49 % des actions, les collectivités territoriales, 37 % et les chambres de commerce et les groupements et intérêts privés, 14%,.
Le décret du 31 décembre 1993 approuve la concession à la SFTRF de la construction, de l'entretien et de l'exploitation de l'autoroute A43 entre Aiton et la plate-forme d'entrée au tunnel du Fréjus. 
Le premier tronçon de l'autoroute de la Maurienne entre Aiton et Sainte-Marie-de-Cuines est ouvert en janvier 1997. Puis, le deuxième tronçon entre Sainte-Marie-de-Cuines et Saint-Michel-de-Maurienne en janvier 1998 et le dernier deuxième tronçon entre Saint-Michel-de-Maurienne et le tunnel en juillet 2000.
En 1998, les coûts de construction de l'autoroute, bien plus élevés que prévu, ainsi qu'une baisse du trafic poids-lourds dans le tunnel à la suite de l'adhésion de l'Autriche à l'Union Européenne et un report du trafic vers le Col du Brenner, mettent la SFTRF en difficulté financière. Ceci conduit à une recapitalisation de la SFTRF. Les dettes garanties par l'État sont transformées en capital, amenant sa participation à 85 % .
Le 15 novembre 2004, ADF procède à une augmentation de capital de la SFTRF pour un 55 millions d’euros portant ainsi la participation de l'État à 97,34 %,. Une autre augmentation de capital, d'un montant de 446,5 millions d’euros, a lieu au cours du premier semestre 2008.

## Le tunnel routier du Fréjus

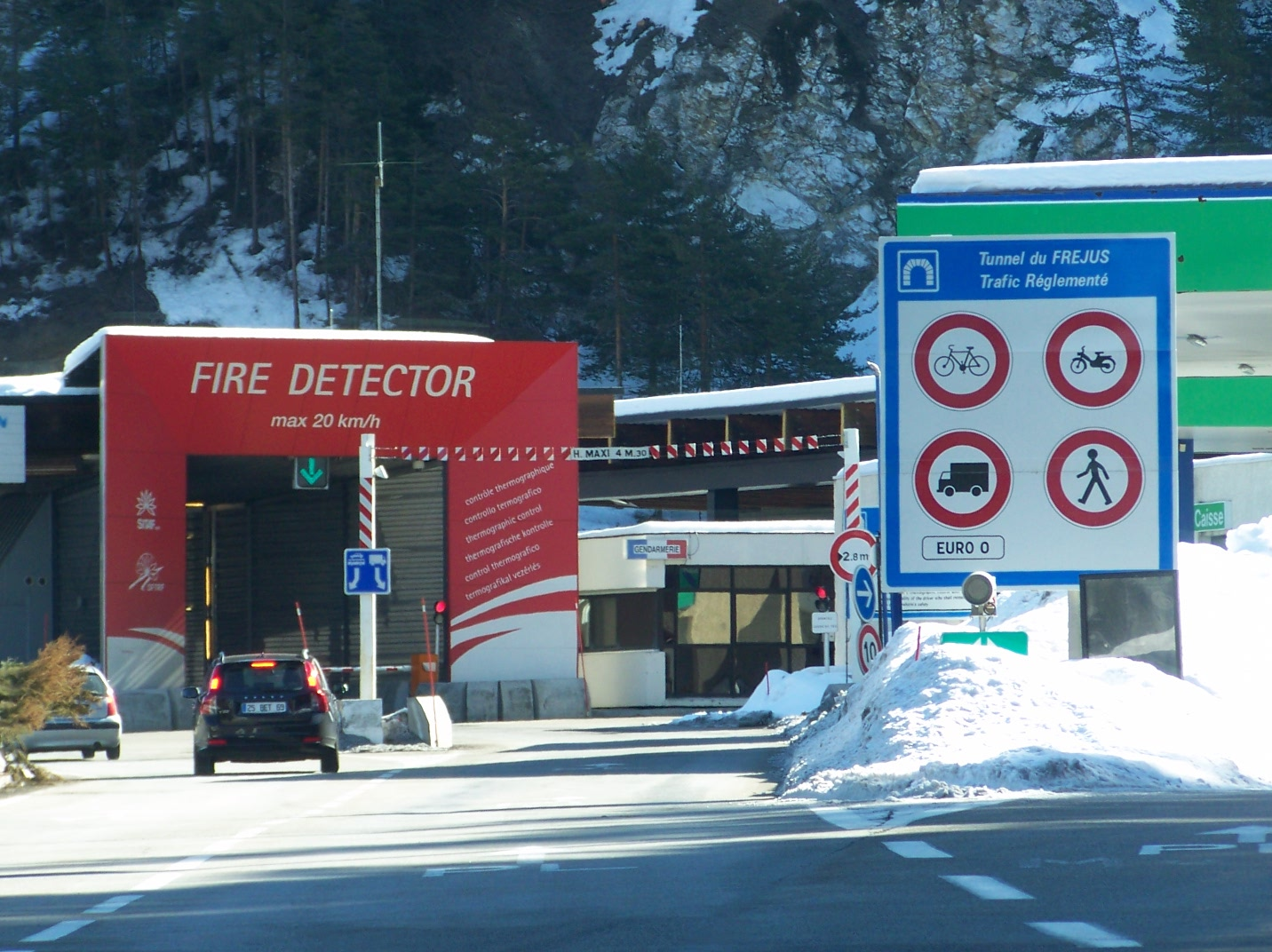
Entrée du tunnel côté français.

Le tunnel routier du Fréjus est ouvert à la circulation le 12 juillet 1980. D'une longueur de 12,87 km, il est composé d'un seul tube bidirectionnel qui accueille deux voies de circulation. 
En 2013, le trafic journalier moyen du tunnel est de 4 954 véhicules, dont 2 765 véhicules légers et 2 189 poids lourds et cars.

## L'autoroute de la Maurienne

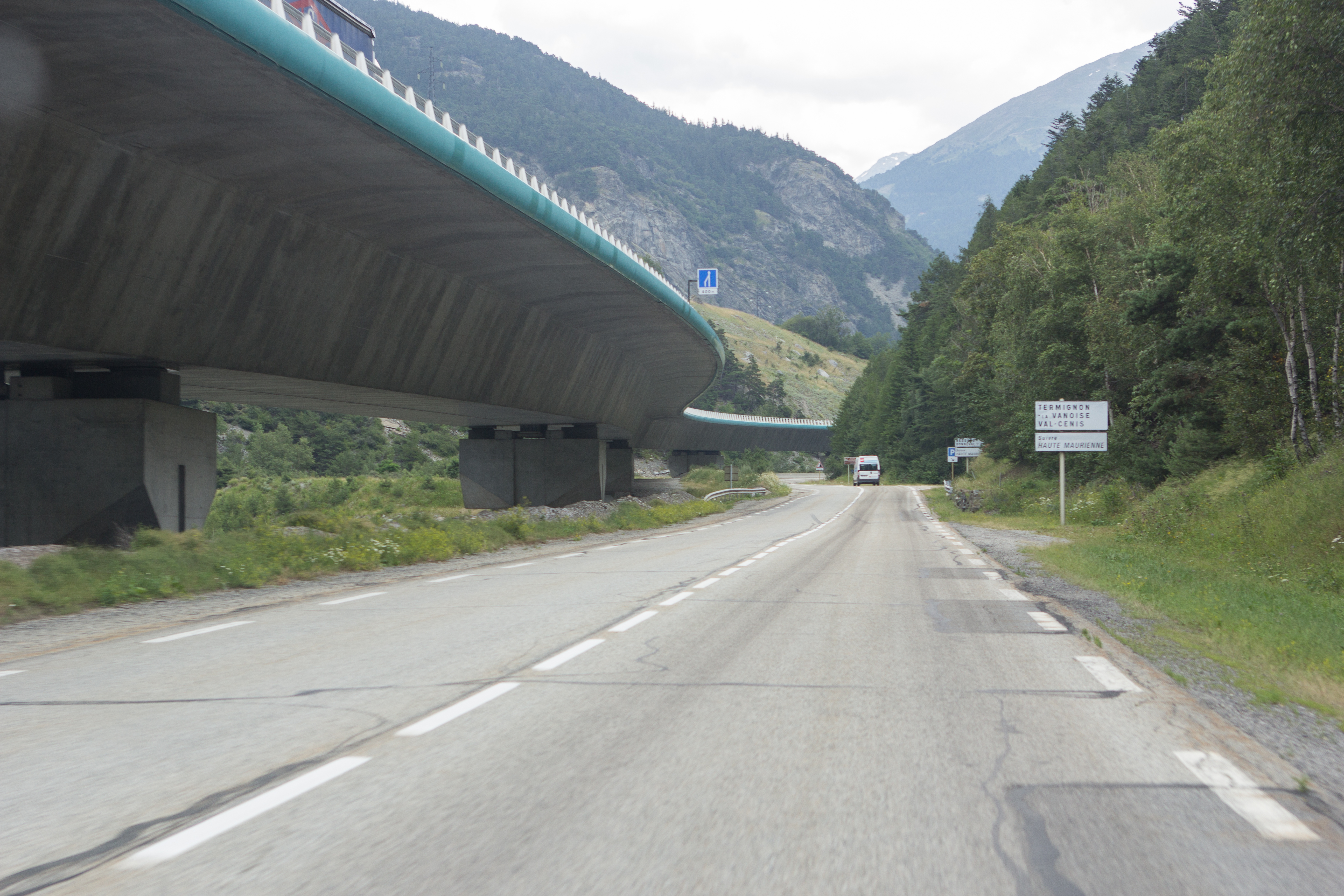
Le viaduc de Saint-André.

D’une longueur totale de 67,46 km (y compris la plateforme d'accès au tunnel), l'autoroute de la Maurienne permet de relier le réseau autoroutier nord-alpin français au réseau italien via le tunnel du Fréjus.
Les trois tronçons de l’autoroute de la Maurienne ont été ouverts successivement en 1997 (tronçon Aiton - Sainte-Marie-de-Cuines), 1998 (tronçon Sainte-Marie-de-Cuines - Saint-Michel-de-Maurienne) et 2000 (tronçon Saint-Michel-de-Maurienne - tunnel du Fréjus). Elle comporte :
- cinq diffuseurs et trois demi-diffuseurs ;
- deux aires de service et quatre aires de repos ;
- quatre tunnels (dont le tunnel alpin d'Orelle, 11e tunnel routier le plus long de France) et une tranchée couverte ;
- treize viaducs et quatre ponts-canaux.

En 2013, l'intensité kilométrique moyenne (IKT)  est de 9 364, dont 6 924 pour les véhicules légers et 2 439 pour les poids lourds et les cars.

## Direction de l'entreprise
La SFTRF est administrée par un conseil d'administration composé de représentants de l'État, de villes de la région Rhône-Alpes, des conseils généraux des départements de l'Isère, du Rhône et de la Savoie, de chambres de commerce et d'industrie et de divers représentants d'intérêts privés.
À la date du 13 juin 2024, Christophe Castaner est le président de la SFTRF et Alain Chabert en est le directeur général.
Depuis 2008, le siège social de la SFTRF est situé à Modane, sur la plateforme d'entrée du tunnel.

## Données financières
Depuis la création de la société en 1962, et la prise de participation de l'État en 1992, plusieurs recapitalisations ont eu lieu.
| date              | État et intérêts nationaux | Collectivités territoriales | Chambres de commerce et d'industries et groupements d'intérêts privés |
| ----------------- | -------------------------- | --------------------------- | --------------------------------------------------------------------- |
| 26 août 1992      | 49 %                       | 37 %                        | 14 %                                                                  |
| novembre 1998     | 84 %                       | 11,5 %                      | 4,5 %                                                                 |
| 15 novembre 2004  | 97,34 %                    | 1,93 %                      | 0,73 %                                                                |
| 1er semestre 2008 | 99,93 %                    | 0,05 %                      | 0,02 %                                                                |

Le chiffre d'affaires de la société est composé essentiellement des recettes des péages du tunnel et de l'autoroute. Le résultat net, souvent négatif, est influencé par les baisses des trafics du tunnel et de l'autoroute, notamment en 2005 lors de la fermeture du tunnel pendant une période de deux mois à la suite de l'incendie qui a eu lieu le 4 juin 2005, par les intérêts des emprunts particulièrement importants en ce qui concerne les emprunts effectués pour la construction de l'autoroute et par des opérations comptables telles que des variations de provisions pour dépréciation d'immobilisations ou des dotations aux amortissements (2007, 2008 et 2011).
| Année | Chiffre d’affaires (en M€) | Chiffre d’affaires (en M€) | Chiffre d’affaires (en M€) | Résultat net (en M€) | Effectifs (en ETP) |
| Année | Tunnel                     | Autoroute                  | Total                      | Résultat net (en M€) | Effectifs (en ETP) |
| 2004  | 76,6                       | 33,8                       | 110,40                     | −36,7                | 293                |
| 2005  | 59,4                       | 28,3                       | 87,7                       | −48,4                | 294                |
| 2006  | 69,0                       | 31,4                       | 100,40                     | −26,7                | 286                |
| 2007  | 72,5                       | 34,8                       | 107,30                     | 260,9                | 289                |
| 2008  | 73,0                       | 34,0                       | 107,00                     | −173,5               | 291                |
| 2009  | 64,2                       | 32,0                       | 96,2                       | −34,9                | 290                |
| 2010  | 71,5                       | 33,7                       | 105,2                      | −58,2                | 290                |
| 2011  | 75,0                       | 34,8                       | 109,8                      | 232,10               | 290                |
| 2012  | 73,4                       | 34,3                       | 107,8                      | 0,10                 | 290                |
| 2013  | 75,8                       | 35,0                       | 110,80                     | 7,60                 | 292                |